# Libero (Zeitung)
Libero (ital. Frei) ist eine italienische Tageszeitung. Sie bezeichnet sich selbst als von der Grundeinstellung konservativ, aber unabhängig und nicht unkritisch.
Sie wurde am 18. Juli 2000 von dem Journalisten Vittorio Feltri gegründet, der bereits zuvor Chefredakteur anderer konservativer Blätter gewesen war (zunächst bei L’Indipendente, dann bei Il Giornale). Feltri leitet als Direktor (Chefredakteur) den „Libero“ selbst redaktionell und hält auch den Mehrheitsanteil (51 %) am Unternehmen. Das Thomas Migge bezeichnete ihn als „einer der angesehensten Blattmacher Italiens“. Ihren Sitz hat die Zeitung in Mailand. Die Auflage lag anfänglich bei 40.000, derzeit bei rund 70.000 Exemplaren.
Der Stil des „Libero“ wird als populistisch und sensationsjournalistisch eingeschätzt: „Vittorio Feltri [...] repräsentiert eines der markantesten Beispiele dieser sensationsorientierten Tendenz: Oft liefert er sarkastische und polemische Überschriften, um den politischen Gegner verbal zu attackieren und damit zu demoralisieren.“ (Martin Hambückers) Zu den „politischen Gegnern“ zählt für das Blatt insbesondere Romano Prodi, Berlusconis Gegenkandidat. Das Schweizer Tagblatt deutete zu den zahlreichen Kampagnen des „Libero“ gegen Prodi im Zusammenhang mit einer Affäre um die Ausspionierung von Steuerdaten italienischer Politiker an: „Weiter fällt auf, dass der «Libero» und das von Berlusconis Bruder Paolo herausgegebene «Il Giornale» in ihren Kampagnen gegen Prodi bezüglich dessen Vermögens- und Einkommensverhältnissen jeweils sehr gut dokumentiert waren.“

## Zeitungsgeschichte
Zum israelischen Unabhängigkeitstag (Jom haAtzma’ut) 2003 produzierte der „Libero“ eine Sonderausgabe, um Solidarität mit dem Staat Israel zu bekunden. Als Beilage erhielten die Leser eine israelische Flagge. „Wir versuchen, unseren Lesern zu vermitteln, dass der Staat Israel wirklich zu Europa und zur westlichen Welt gehört [...] Ich kann versichern, dass der 'Libero' Israel immer zur Seite stehen wird.“ (Renato Farina, damaliger Vizedirektor – stellvertretender Chefredakteur – des Libero)
Ende Dezember 2003 zitierte der „Libero“ Silvio Berlusconi aus einem Interview mit Renato Farina mit der Aussage, dass an Weihnachten ein Terroranschlag mit einem entführten Flugzeug auf den Petersdom geplant, aber verhindert worden sei. Dieses Zitat verursachte weltweiten Wirbel, Berlusconi bestritt es daraufhin und behauptete, das Interview sei nie geführt worden. Chefredakteur Feltri stellte sich daraufhin jedoch hinter Farina.
In der Affäre um die Entführung von Abu Omar, einem aus Ägypten stammenden Imam einer Moschee in Mailand, durch den US-amerikanischen Geheimdienst CIA musste Farina gestehen, mit dem Auslandsgeheimdienst des italienischen Militärs (SISMI) zusammengearbeitet zu haben und dafür bezahlt worden zu sein. Im „Libero“ war unter anderem ein gefälschtes Dossier publiziert worden, demzufolge Romano Prodi (zu diesem Zeitpunkt Gegenkandidat von Silvio Berlusconi bei der Wahl zum Premierminister) als Präsident der EU-Kommission die illegalen CIA-Flüge in Europa genehmigt habe, mit denen am 17. Februar 2003 Abu Omar nach Ägypten entführt wurde. Farina wird wegen dieser Affäre inzwischen von der Mailänder Staatsanwaltschaft wegen Begünstigung angeklagt.
Der Rat des Journalistenverbands (Ordine dei Giornalisti) der Lombardei verhängte am 28. Oktober 2006 gegen Renato Farina wegen Verstoßes gegen das Berufsethos ein zwölfmonatiges Berufsverbot. Nachdem im „Libero“ ein Brief Farinas an Chefredakteur Feltri abgedruckt worden war, eröffnete der Rat am 16. Oktober 2006 ein weiteres Disziplinarverfahren. Gegen beide intervenierte der italienische EVP-Europaabgeordnete Mario Mauro am 15. November 2006 bei der Europäischen Kommission.